# Live (album The Kelly Family)
Live – pierwszy album koncertowy zespołu The Kelly Family, wydany w 1988 r.

## Lista utworów
1. "The Rose" (śpiew: Patricia, Kathy, Dan) - 5:44
2. "Shortnin' Bread II" (śpiew: Kathy, Barby, Maite, Paddy, John) - 1:46
3. "Summertime" (śpiew: Kathy) - 4:26
4. "In The Evening" (śpiew: The Kelly Family) - 4:14
5. "Let My People Go" (śpiew: Paddy) - 2:53
6. "Hiroshima, I'm Sorry" (śpiew: Kathy, John, Patricia,  Dan, Angelo, Maite, Paddy, Barby) - 4:50
7. "Swing Low" (śpiew: Kathy, Angelo) - 6:16
8. "Old MacDonald II" (śpiew: Patricia, John, Kathy, Barby, Paddy, Maite, Angelo) - 2:36
9. "Agur Jaunak II" (śpiew: Dan) - 2:39
10. "Let It Be" (śpiew: John, Joey, Jimmy, Paddy, Angelo) - 5:42

### Utwory bonusowe
W edycji "wzmocnionej" dodano teledysk koncertowy do piosenki "Old MacDonald II".

## Miejsca na listach przebojów
| Kraj     | Miejsce na liście |
| -------- | ----------------- |
| Holandia | 36                |